# NGC 4236
NGC 4236（Caldwell 3）は、りゅう座の方角にある棒渦巻銀河である。

## 銀河団
NGC 4236は、地球から約1170万光年の位置にあるM81銀河団を構成している。この銀河団には、有名な渦巻銀河であるM81やスターバースト銀河であるM82も含まれている。